# Бабинка (Выгоничский район)
Ба́бинка — деревня в Выгоничском районе Брянской области, в составе Кокинского сельского поселения. Расположена в 1 км к юго-западу от села Кокино, по южному берегу пруда на реке Волосовка. Население — 59 человек (2010).

## История
Упоминается с XVIII века; бывшее владение Безобразовых, с середины XIX века — Е. Ф. Хрипковой. Входила в приход села Кокино.
До 1922 года в Трубчевском уезде (с 1861 — в составе Красносельской волости, с 1910 в Кокинской волости); в 1922—1929 в Выгоничской волости Бежицкого уезда; с 1929 в Выгоничском районе, а в период его временного расформирования (1932—1939, 1963—1977) — в Брянском районе.
С 1920-х гг. до 1959 года и в 1980—2005 гг. входила в Кокинский сельсовет; в 1959—1980 в Паниковецком сельсовете.
| Годы      | 1866 | 1886 | 1926 | 1979 | 1989 | 2002 | 2010 |
| --------- | ---- | ---- | ---- | ---- | ---- | ---- | ---- |
| Население | 123  | 193  | 324  | 160  | 87   | 64   | 59   |

## Улицы деревни
- Полевая
- Школьная
- Ясная